# 卡米诺新村
阿尔德亚努埃瓦德尔卡米诺，是西班牙埃斯特雷马杜拉卡塞雷斯省的一个市镇。总面积20平方公里，总人口848人（2001年），人口密度42人/平方公里。